# Diederich von dem Werder

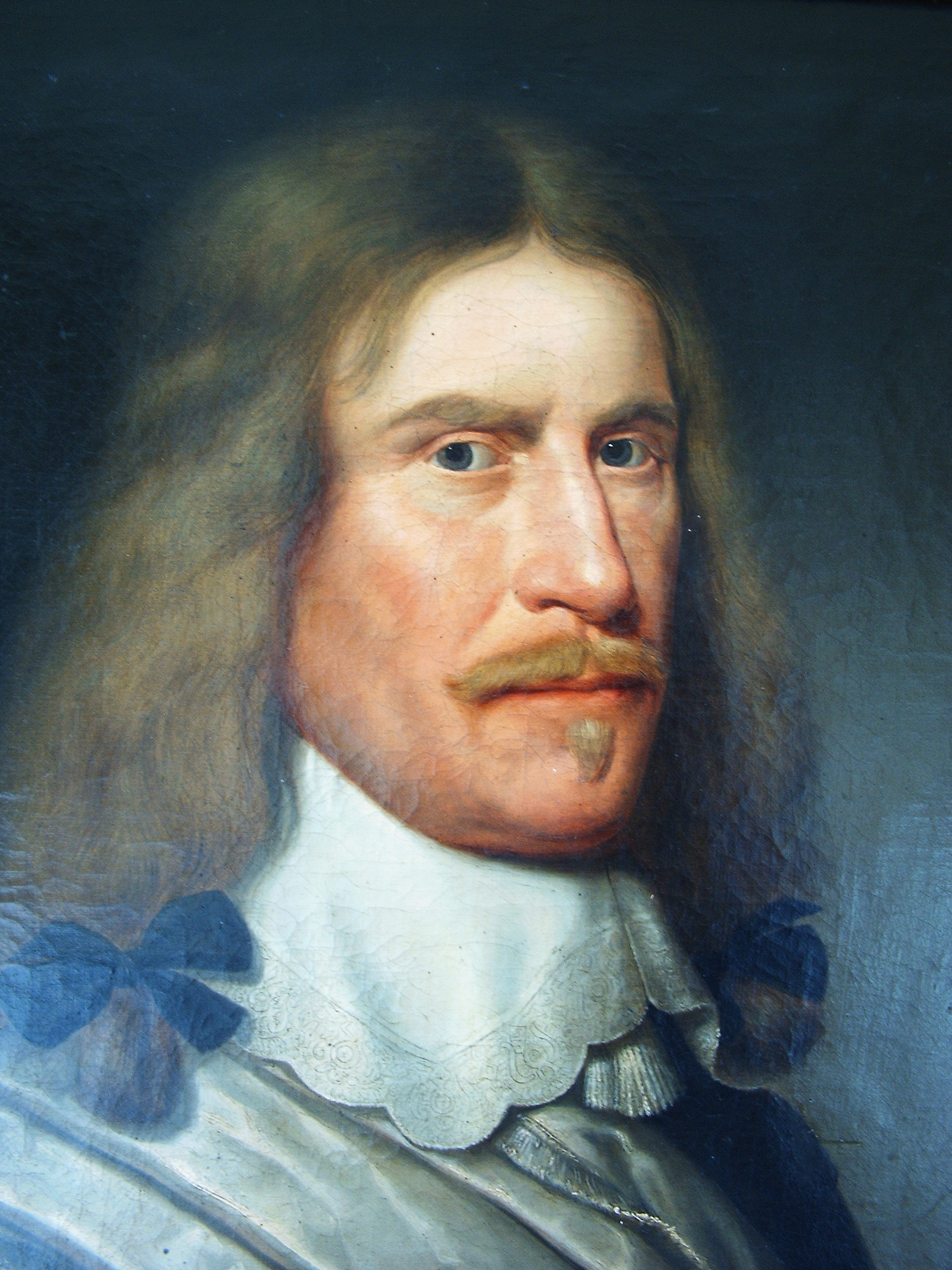
Diederich von dem Werder

Diederich von dem Werder (* 17. Januar 1584 auf Rittergut Werdershausen, jetzt Ortsteil der Stadt Südliches Anhalt, Anhalt; † 18. Dezember 1657 auf Rittergut Reinsdorf bei Köthen, seit 1950 Ortsteil von Görzig, Anhalt) war ein deutscher Übersetzer, Epiker und Kirchenlieddichter.  Er übermittelte, vor allem durch die Übersetzung des Epos Das befreite Jerusalem von Torquato Tasso, die erste deutsche Stanzendichtung, die neuere italienische Barockliteratur in den deutschen Sprachraum.

## Leben
Werder ist der Sohn von Gebhard von dem Werder und dessen Ehefrau Katharina von Hahn. Seine Brüder, welche später ebenfalls in die Fruchtbringende Gesellschaft aufgenommen wurden, sind Heinrich von dem Werder und Kuno Hartwig von dem Werder.
Als Kind schon wird Werder als Page am Hof von Landgraf Moritz von Hessen-Kassel aufgenommen. Dort besucht er auch die Kasseler Hofschule Collegium Mauritianum. Im Sommersemester 1596 immatrikuliert er sich an der Universität Leipzig; zwei Jahre später setzt er seine Studien an der Universität Jena fort. Anschließend beginnt er eine Kavalierstour durch Frankreich und Italien. Dort studiert er 1609 ein Semester an der Universität Siena.
Nach der Rückkehr beruft ihn Landgraf Moritz zum Stallmeister und Kammerjunker. 1610 zeichnet er sich mit Tapferkeit bei der Belagerung von Jülich aus und wird zum Rittmeister befördert. Nach Beendigung der Kämpfe ging er wieder an den Hof in Marburg. Dort wurde er Oberhofmarschall und Geheimrat, außerdem wird ihm die Aufsicht über die Kasseler Hofschule übertragen. Für Landgraf Moritz ist er auch in verschiedenen diplomatischen Missionen unterwegs, so kommt er an die Höfe von Dänemark, Sachsen, Brandenburg und anderen. Er war auch Vertreter bei zwei kaiserlichen Wahltagen.  Als Deutschordensritter ist sein Wappen in der Ordensballei Lucklum vor 42 anderen Rittern prominent hervorgehoben.
Fürst Ludwig I. von Anhalt-Köthen nimmt Werder 1620 in die Fruchtbringende Gesellschaft auf. Er verleiht ihm den Gesellschaftsnamen der Vielgekörnte mit der Devise abkühlend stärket. Als Emblem wird ihm ein reifer Granatapfel, aufgeborsten, darinnen man die Körner sieht (Punica granatum L.) zugedacht. Im Köthener Gesellschaftsbuch findet sich Werders Eintrag unter der Nr. 31. Dort ist auch das Reimgesetz vermerkt, mit dem sich Werder für die Aufnahme bedankt:
Seht doch die Körner viel der äpffel auß granaten
Ob zur Gesellschafft frucht sie nicht seynd wol gerathen
Vnd Vielgekörnt ich mich mit fug drumb nennen laß
Daß ich den rechten Kern der Sprache zeige baß:
Wann ich Teutsch BARTAM seh abkühlend ich mich stärcke
Vnd reitzt derselb mich an zu einem schweren wercke
Jerusalem erlöst hab ich in Reime bracht
Vnd unsrer Sprach dadurch ein news lob gemacht.
Als Werder aber bei Verhandlungen mit Tilly versagt, fällt er am Hof Hessen-Kassel in Ungnade und zieht sich deshalb 1622 auf sein heimatliches Gut Reinsdorf im Anhaltischen zurück. Hier beginnt Werder sein reichhaltiges literarisches Werk.
1623 wird Werder zum Capitain einer Infanteriekompanie im anhaltischen Landesdefensionswerk ernannt.
Er hatte sich bereits auf seine Güter zurückgezogen, als der Hof nach der Schlacht bei Breitenfeld nach Halle ging, wo Gustav II. Adolf von Schweden sich aufhielt, um mit den protestantischen Fürsten zu verhandeln.
Der König wollte Werder ein eigenes Regiment geben, was dieser zunächst ablehnte, er wurde aber dann vom schwedischen General Baner doch überredet. So führte er von 1631 bis 1635 ein schwedisches Regiment. Er nahm seinen Abschied und ging zurück auf seine anhaltinischen Güter und versuchte die Folgen des andauernden Dreißigjährigen Krieges von dem Land fernzuhalten. Er wurde dafür zum Unterdirektor des Fürstentums ernannt.
Im Jahr 1645 wurde er von der Landgräfin Amalie Elisabeth von Hessen-Kassel an den Brandenburger Hof geschickt, um die Hochzeit ihres Sohnes Wilhelm von Hessen-Kassel mit der Prinzessin Hedwig Sophie von Brandenburg zu arrangieren. Nachdem die Verhandlungen erfolgreich zu Ende gebracht waren, ernannte ihn der Kurfürst am 25. Januar in Königsberg zum Geheimrat, Obristen und Amtshauptmann von Altgatersleben  mit 500 Talern Gehalt. Das wurde sogar noch einmal erhöht, allerdings 1652 wieder auf 500 reduziert. Er zog nun endgültig auf sein Gut Reinsdorf und war bis zu seinem Tod nur noch literarisch tätig.

### Familie
Am 21. Juli 1618 Jahre heiratet er Dorothea Katharina von Waldow († 12. Februar 1627) Tochter des Hofmarschall Wolf von Waldau aus dem Haus Schwanowitz.  Mit ihr hat er den Sohn Paris von dem Werder (1623–1674) und vier Töchter, welche schon in frühen Jahren starben. In zweiter Ehe heiratete er am 14. Juni 1629 Juliane Ursula von Peblis († 1655) Witwe von Adolph Wittich von Krosigk und eine Schwester von Georg Hans von Peblis, der auch Mitglied in der Fruchtbringenden Gesellschaft ist. Das Paar hatte eine Tochter, die früh starb.

## Werke (Auswahl)
- Die Buss Psalmen in Poesie gesetzet.  Leipzig 1632.
- Friedensrede, in Gegenwart vieler Fürsten, Fürstinnen und Fräwlein, auch großer Anzahl Hochadelicher, Gelehrter und anderer vornehmen Manns-, Frawen- und Jungfräwlichen Personen.  Hamburger Presse, Hamburg 1918 (Nachdruck der Ausgabe Hamburg 1640).
- Krieg und Sieg Christi, gesungen in 100 Sonetten, da in jedem und jeglichem Verse die beyden Wörter „Krieg“ und „Sieg“ aufs wenigste einmahl befindlich seyn. Oelschlegel, Halle 1633.
- Selbsteigene gottselige Thränen Dieterichs von dem Werder, die er der weiland wholedlen vielehr und tugentreichen Frawen Dorotheen Catharinen, gebornen von Waldaw auß dem Hause Schwanowitz, seinem hertzvielgeliebten Ehegemahl, … zu ihrem Lob von Hertzen nachgesandt hat. Dörffer, Zerbst 1625.
- (Übersetzung) Ludovico Ariosto: Der Rasende Roland.  Literarischer Verein, Stuttgart 2002 (Nachdruck der Ausgabe Leipzig 1634, Werder übersetzte die Gesänge 1–30).
- (Übersetzung) Giovanni Francesco Loredano: Dianea oder Räthselgedicht: in welchem, unter vielen anmuthigen Fügnussen, Hochwichtige Staatsachen, Denklöbliche Geschichte, und klugsinnige Ratschläge, vermittels der Majestätischen Deutschen Sprache Kunstzierlich verborgen. Lang, Bern 1984 (Nachdruck der Ausgabe Nürnberg 1644).
- (Übersetzung) Torquato Tasso: Gottfried von Bulljon oder das erlösete Jerusalem. Niemeyer, Tübingen 1974 (Nachdruck der Ausgabe Franckfurt 1626).